# 利纽
利纽（法語：Lignou，法語發音：[liɲu] ⓘ）是法国奥恩省的一个市镇，位于该省西部，属于阿让唐区。

## 地理
利纽（48°40'14"N, 0°20'45"W）面积7.61 平方千米，位于法国诺曼底大区奧恩省，该省份为法国西北部内陆省份，北起顺时针与卡爾瓦多斯省、厄尔省、厄尔-卢瓦省、萨尔特省、马耶讷省和芒什省接壤。
与利纽接壤的市镇（或旧市镇、城区）包括：潘泰勒、法沃罗勒、隆莱勒泰松、勒梅尼勒-德布里尤兹、圣伊莱尔-德布里尤兹。

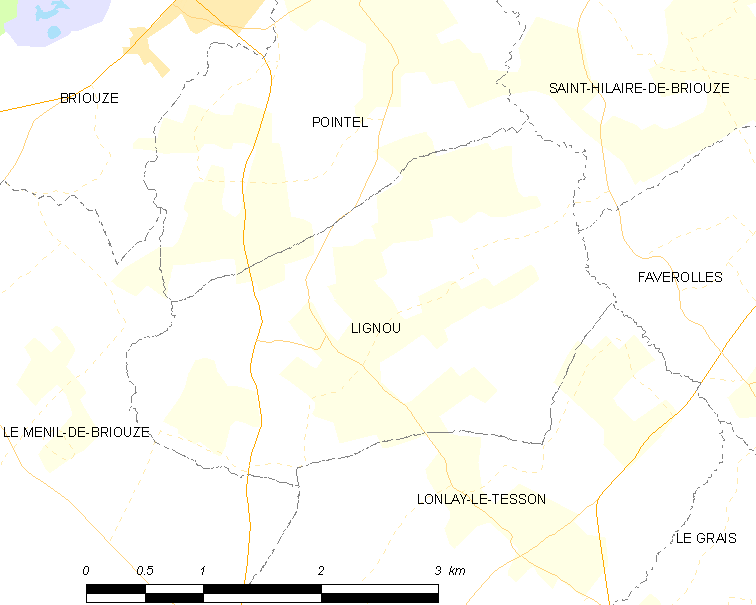
利纽的OSM定位图

利纽的时区为UTC+01:00、UTC+02:00（夏令时）。

## 行政
利纽的邮政编码为61220，INSEE市镇编码为61227。

## 政治
利纽所属的省级选区为阿蒂斯-瓦勒德鲁夫尔县。

## 人口

1962-2008年间利纽人口变化图示

利纽于2022年1月1日时的人口数量为139人。